# Six Flags (FUN)
Het nieuwe Six Flags is een van de grootste pretparkgroepen ter wereld en ontstond op 1 juli 2024 officieel middels een fusie tussen Cedar Fair Entertainment Company en Six Flags. Het bedrijf baat anno 2025 52 parken uit, die samen goed zijn voor zo'n 49 miljoen bezoekers.
Het nieuwe bedrijf heeft het aandeel van Cedar Fair, FUN, overgenomen maar kreeg de naam Six Flags, aangezien deze naam veel bekender is. Beide bedrijven waren elkaars grootste concurrent, waardoor de strijd om de meest heftige attractie te bezitten minder gevoerd wordt dan de decennia voor de fusie.

## Geschiedenis
In 2019 deed het voormalige Six Flags al een poging om Cedar Fair over te nemen, maar Cedar Fair vond het bod te laag.
Eind 2023 kondigden beide bedrijven aan samen te gaan zodat ze naar schatting zo'n $120 miljoen per jaar konden bezuinigen dan wanneer ze apart bleven opereren. De twee bedrijven zeiden ook dat de pretparken hun identiteit gaan behouden, maar er wordt niet uitgesloten dat sommige parken binnen enkele jaren sluiten.
Het nieuwe bedrijf wilde binnen twee jaar net geen miljard euro geïnvesteerd hebben in hun parken. Na het seizoen van 2024 werden enkele grote attracties gesloten om al op onderhoudskosten te besparen. Hierbij zaten de voormalig hoogste achtbaan, Kingda Ka, en de hoogste vrijevaltorens ter wereld. Hier moeten veel volledig nieuwe attracties voor terugkomen, zoals de Six Flags Entertainment Corporation twee maanden na hun officiële oprichting bekendmaakte.

## Pretparken
Anno 2024 bezit het bedrijf 27 attractieparken, waarvan de meeste zich in de Verenigde Staten bevinden.

### Open
- California's Great America (Santa Clara (Californië))
- Canada's Wonderland (Vaughan (Ontario), Canada)
- Carowinds (Charlotte (North Carolina) & Fort Mill (South Carolina))
- Cedar Point (Sandusky (Ohio))
- Dorney Park & Wildwater Kingdom (Allentown (Pennsylvania))
- Frontier City (Oklahoma City)
- Gilroy Gardens (Gilroy (Californië))
- Kings Dominion (Doswell (Virginia))
- Kings Island (Mason (Ohio))
- Knott's Berry Farm (Buena Park (Californië))
- La Ronde (Montréal, Canada)
- Michigan's Adventure (Muskegon (Michigan))
- Six Flags America (Bowie (Maryland))
- Six Flags Discovery Kingdom (Vallejo (Californië))
- Six Flags Fiesta Texas (San Antonio (Texas))
- Six Flags Great America (Gurnee (Illinois))
- Six Flags Great Adventure (Jackson (New Jersey))
- Six Flags Great Escape (Queensbury (New York))
- Six Flags Magic Mountain (Valencia (Californië))
- Six Flags Mexico (Tlalpan, Mexico-Stad, Mexico)
- Six Flags New England (Agawam (Massachusetts))
- Six Flags Over Georgia (Austell (Georgia))
- Six Flags Over Texas (Arlington (Texas))
- Six Flags St. Louis (Eureka (Missouri))
- Six Flags Wild Safari (Jackson (New Jersey))
- Six Flags Darien Lake (Corfu (New York))
- Valleyfair (Shakopee (Minnesota))
- Worlds of Fun (Kansas City (Missouri))

### In aanbouw
Six Flags Qiddiya (Riyad, Saoedi-Arabië)

## Waterparken
Six Flags baat 34 waterparken uit, waarvan 26 aan een attractiepark grenzen, waarvan sommigen bij de entreeprijs van het attractiepark inbegrepen zijn. Six Flags is niet van alle parken de eigenaar, maar is op zijn minst de beheerder van de volgende waterparken:
- Carolina Harbor Waterpark (Carowinds)
- Castaway Bay (Cedar Point)
- Cedar Point Shores (Cedar Point)
- Hurricane Harbor Oklahoma City (Oklahoma City)
- Hurricane Harbor Phoenix (Phoenix (Arizona))
- Hurricane Harbor Chicago (Six Flags Great America)
- Hurricane Harbor San Antonio (Six Flags Fiesta Texas)
- Hurricane Harbor (Six Flags America)
- Hurricane Harbor (Six Flags Great Adventure)
- Hurricane Harbor (Six Flags Great Escape)
- Hurricane Harbor (Six Flags Magic Mountain)
- Hurricane Harbor (Six Flags Over Georgia)
- Hurricane Harbor (Six Flags Over Texas)
- Hurricane Harbor Splashtown (Spring (Texas))
- Knott's Soak City (Knott's Berry Farm)
- Oceans of Fun (Worlds of Fun)
- Schlitterbahn Galveston (Galveston (Texas))
- Schlitterbahn New Braunfels (New Braunfels (Texas))
- Six Flags Hurricane Harbor Concord (Concord (Californië))
- Six Flags Hurricane Harbor (Six Flags St. Louis)
- Six Flags Hurricane Harbor Oaxtepec (oaxtepec, Mexico)
- Six Flags Hurricane Harbor (Six Flags New England)
- Six Flags Hurricane Harbor Rockford (Cherry Valley (Illinois))
- Six Flags White Water (Marietta (Georgia))
- Soak City (Kings Dominion)
- Soak City (Kings Island)
- Soak City (Valleyfair)
- South Bay Shores (California's Great America)
- Splash Works (Canada's Wonderland)
- White Water Bay (Six Flags Great Escape)
- WildWater Adventure (Michigan's Adventure)
- Wildwater Kingdom (Dorney Park & Wildwater Kingdom)
- Wild West Water Works (Frontier City)